# John Knowles Paine
John Knowles Paine (9 de enero de 1839 - 25 de abril de 1906) fue el primer compositor nacido en Estados Unidos en alcanzar fama por la música orquestal a gran escala. Fue miembro del grupo de compositores conocidos colectivamente como los Boston Six, junto con Amy Beach, Arthur Foote, Edward MacDowell, George Chadwick y Horatio Parker.

## Biografía
Paine creció en una familia de músicos del Estado de Maine. Su abuelo, fabricante de instrumentos, construyó el primer órgano de tubos en el estado y su padre y sus tíos eran todos profesores de música. Su padre continuó con el negocio familiar de instrumentos musicales. Uno de sus tíos era organista y el otro compositor. En la década de 1850, Paine tomó lecciones de órgano y composición de Hermann Kotzschmar, completando su primera composición, un cuarteto de cuerda, en 1855, a la edad de 16 años. Después de su primer recital de órgano en 1857, fue nombrado organista de la Sociedad Haydn de Portland y ofreció una serie de recitales con el objetivo de financiar un viaje a Europa, donde esperaba continuar su educación musical.
A su llegada a Europa, Paine estudió órgano con Carl August Haupt y orquestación con Wilhelm Friedrich Wieprecht en Berlín. También realizó una gira ofreciendo recitales de órgano durante tres años, forjando una reputación como organista que precedió a su regreso a los Estados Unidos. En 1861 se estableció en Boston, donde fue nombrado primer organista y director de coro de la Universidad de Harvard.  Mientras desempeñaba este cargo, Paine ofreció cursos gratuitos sobre apreciación musical y teoría musical que se convirtieron en el plan de estudios básico del recién formado departamento académico de música de Harvard (el primer departamento de este tipo en los Estados Unidos). Siguió siendo miembro de la facultad de Harvard hasta 1905, apenas un año antes de su muerte.
La buena acogida que tuvo Paine en Berlín en 1867 de su Misa en re menor, op. 10 le otorgó una reputación que ayudó a dar forma a la infraestructura musical de Estados Unidos. Sus cursos pioneros en apreciación musical y teoría musical hicieron del plan de estudios del Departamento de Música de Harvard un modelo para otros Departamentos de Música estadounidenses. Su trabajo como director del Conservatorio de Música de Nueva Inglaterra (y las conferencias que dio allí) establecieron la raíz de una cadena de instrucción que lleva, a través de Eugene Thayer, desde George Chadwick hasta Horatio Parker y Charles Ives. Fue el primer director invitado de la Orquesta Sinfónica de Boston  en los conciertos finales de su primera temporada, siendo sus obras las preferidas por el público. También escribió el oratorio San Pedro en 1872 y el Himno del Centenario que inauguró la Exposición Universal de Filadelfia de 1876. Fue uno de los fundadores del Gremio Estadounidense de Organistas. Entre su obra escrita, destaca el libro La historia de la música hasta la muerte de Schubert, publicado en 1885. Fue también coeditor del libro Compositores famosos y sus obras, publicado en 1891, al que contribuyó con dos capítulos "Beethoven como compositor". y "Música en Alemania".
En 1889, Paine realizó una de las primeras grabaciones musicales en un cilindro de cera con Theo Wangemann, quien estaba experimentando con la grabación de sonido en el fonógrafo recién inventado.
John Knowles Paine estuvo entre la clase inicial de miembros del Salón de la Fama de la Música Clásica Estadounidense en 1998.
Paine Hall, la sala de conciertos del Departamento de Música de Harvard, lleva su nombre.  

## Obras principales
Ópera
- Azara

Orquestal
- Symphony No. 1, Op. 23
- As You Like It, Overture, Op. 28
- The Tempest, Symphonic Poem, Op. 31
- Symphony No. 2 in A major "<i id="mwXg">In Spring</i>", Op. 34
- Prelude from Oedipus Tyrannus, Op. 35
- Poseidon and Amphitrite: an Ocean Fantasy, Op.44

Coro y Orquesta
- Freedom, Our Queen
- Domine salvum fac Praesidem nostrum, Op.8
- Mass in D minor, Op. 10
- St. Peter: An Oratorio, Op. 20 (1872)
- Centennial Hymn, Op. 27 (1876)
- Oedipus Tyrannus, Op. 35
- The Realm of Fancy, Op. 36
- Phoebus, Arise!, Op. 37

Órgano
- Concert Variations on "The Star-Spangled Banner", [Op. 1] – 1861
- Concert Variations on the Austrian Hymn, Op. 3 #1
- Fantasy on Ein feste Burg, Op. 13
- Prelude in B minor, Op. 19 #2
- Fugue in C minor

Himnos
- Himno de Harvard (melodía utilizada para un texto que comienza con "Deus omnium creador" de James Bradstreet Greenough, habitualmente cantado por la asamblea en las ceremonias que confieren títulos de Harvard)[5]